# 下岬村
下岬村（しもみさきむら）は福井県丹生郡にあった村。現在の福井市の南西端にあたる。

## 地理
- 海洋 ： 日本海
- 山岳 ： ガラガラ山、六所山

## 歴史
- 1889年（明治22年）4月1日 - 町村制の施行により、八ツ俣村、城有村、居倉浦、浜北山村及び赤坂村の区域をもって、下岬村が発足する。
- 1952年（昭和27年）7月7日 - 越廼村及び下岬村が合併して、改めて越廼村が発足する。